# Hapsidohedra
Hapsidohedra är ett släkte av kräftdjur. Hapsidohedra ingår i familjen Munnopsidae.
Kladogram enligt Catalogue of Life:
| Hapsidohedra | \| \| Hapsidohedra aspidophora \| \| \| \| \| \| Hapsidohedra ochlera \| \| \| \| |
|              | \| \| Hapsidohedra aspidophora \| \| \| \| \| \| Hapsidohedra ochlera \| \| \| \| |
|              | Hapsidohedra aspidophora                                                          |
|              |                                                                                   |
|              | Hapsidohedra ochlera                                                              |
|              |                                                                                   |